# Hiroyuki Hamada
Nasceu em Sendai, Japão o 29 de outubro do 1925 e morreu o 16 de setembro do ano 2003 no mesmo lugar de seu nascimento. Foi o criador do estilo de Karate-do Nihon Koden Shindo Ryu e o mestre de So Shihan (grande mestre) Felton Messina.

## História
Entrou a escola secundária a os 12 anos de idade no ano 1938 destacando-se ali. Em julho do ano 1941, somente tendo 15 anos de idade, ele começa a prática do Karate no estilo Okinawense Tomari-Ha. Nesse mesmo ano estourou a Segunda Guerra Mundial. Em março do ano 1943 consegue graduar-se da escola secundária, ainda que ele tinha perdido dois anos de estudos por causa da guerra. Neste período concentrou-se fortemente nas práticas do Karate por causa das circunstâncias que lhe impediam seguir estudando. Em 1943 empreende o estudo dos estilos Shuri-Te e To-Te que eram uma versão de Karate com raízes chinesas. No período compreendido entre abril de 1943 e março de 1944 se dedica profundamente ao aperfeiçoamento do karate. Em abril de 1944, tendo 18 anos de idade entra para a marinha de guerra japonêsa. O 15 de agosto do ano 1945 finda a segunda guerra mundial e nesse momento o mestre Hamada formaba parte de um dos batalhões da força aérea de Kurashiki. Quando ouviu da derrota japonêsa, passou 10 días com a incerteza de autoimolar-se com o antigo ritual de Seppuku. Um dos seus mestres findou com sua vida com este ritual. Logo deste tempo decide viver e dedicar-se a ajudar a outras pessoas a través do karate. Durante tudo este tempo segue perfeiçoando seus conhecimentos de Karate-do. Em agosto 31 do ano 1945 volta a sua cidade natal, Sendai.

## Criação do estilo
Hiroyuki Hamada intensifica suas práticas de Karate-de entre os anos 1945 e 1952 com viagens contínuos por tudo o território japonês dedicando-se ao estudo de dois estilos de Karate: Nihon Shindo Karate-Do e Nihon- Den Karate-Do. No ano 1952 entra para o corpo dos bombeiros de sua cidade natal e por primeira vez recebe estudantes para ensinar-lhes o estilo. Estes fatos trazem consigo que na madrugada do 28 de março do ano 1964, no templo "Isekotaingingie" situado na prefeitura de Mie, Japão, proclamara-se o nascimento do estilo Nihon Koden Shindo Ryu.

## Atualidade
Durante o resto de sua vida (até o ano 2003), dedicou-se a difundir o novo estilo de karate-do Nihon Koden Shindo Ryu, chegando ter escolas no continente americano dirigidas por o mestre Messina. Em abril do ano 1980 renúncia a chefatura do corpo dos bombeiros de Sendai para dedicar-se completamente ao karate, sendo So Shihan do estilo que tinha criado até o día da sua morte e também era presidente do Nihon Minzoku-Ha, Ni ichi-kai. Além disso também era colaborador principal do templo Kasuga-Ginngia.